# Álvaro Morata
Álvaro Morata (n. 23 octombrie 1992, Madrid, Spania) este un fotbalist spaniol, care joacă pe post de atacant la Como în Serie A, împrumutat de la A.C. Milan. Pe plan internațional, are prezențe la națională pentru Spania, Spania U17⁠(d), Spania U-18⁠(d), Spania U-19⁠(d) și Spania U-21.
Cu transferul său de la Real Madrid la Chelsea în vara anului 2017 devenea cel mai scump fotbalist spaniol din istorie, clubul englez plătind pentru el 80 de milioane de euro.

## Palmares

### Club
Real Madrid
- La Liga: 2011–2012
- Copa del Rey (2): 2010–11, 2013–14

Finalist (1): 2012–13
- Supercupa Spaniei (1): 2012

Finalist (1): 2011
- Liga Campionilor UEFA (1): 2013–2014

Real Madrid Castilla
- Segunda División B: 2011–2012

### Internațional
Spania U21
- Campionatul European U21: 2013

Spania U19
- Campionatul European U19: 2011

## Statistici
La 25 mai 2024.
| Club                       | Sezon         | Campionat          | Campionat | Campionat | Cupă    | Cupă   | EFL Cup | EFL Cup | Competiții europene | Competiții europene | Alte competiții | Alte competiții | Total   | Total  |
| Club                       | Sezon         | Divizie            | Meciuri   | Goluri    | Meciuri | Goluri | Meciuri | Goluri  | Meciuri             | Goluri              | Meciuri         | Goluri          | Meciuri | Goluri |
| -------------------------- | ------------- | ------------------ | --------- | --------- | ------- | ------ | ------- | ------- | ------------------- | ------------------- | --------------- | --------------- | ------- | ------ |
| Real Madrid Castilla       | 2010–11       | Segunda División B | 26        | 14        | —       | —      | —       | —       | —                   | —                   | 2               | 1               | 28      | 15     |
| Real Madrid Castilla       | 2011–12       | Segunda División B | 33        | 15        | —       | —      | —       | —       | —                   | —                   | 4               | 3               | 37      | 18     |
| Real Madrid Castilla       | 2012–13       | Segunda División   | 18        | 12        | —       | —      | —       | —       | —                   | —                   | —               | —               | 18      | 12     |
| Real Madrid Castilla       | Total         | Total              | 77        | 41        | —       | —      | —       | —       | —                   | —                   | 6               | 4               | 83      | 45     |
| Real Madrid                | 2010–11       | La Liga            | 1         | 0         | 1       | 0      | —       | —       | 0                   | 0                   | —               | —               | 2       | 0      |
| Real Madrid                | 2011–12       | La Liga            | 1         | 0         | 0       | 0      | —       | —       | 0                   | 0                   | 0               | 0               | 1       | 0      |
| Real Madrid                | 2012–13       | La Liga            | 12        | 2         | 2       | 0      | —       | —       | 1                   | 0                   | 0               | 0               | 15      | 2      |
| Real Madrid                | 2013–14       | La Liga            | 23        | 8         | 6       | 0      | —       | —       | 5                   | 1                   | —               | —               | 34      | 9      |
| Real Madrid                | Total         | Total              | 37        | 10        | 9       | 0      | —       | —       | 6                   | 1                   | 0               | 0               | 52      | 11     |
| Juventus                   | 2014–15       | Serie A            | 29        | 8         | 4       | 2      | —       | —       | 12                  | 5                   | 1               | 0               | 46      | 15     |
| Juventus                   | 2015–16       | Serie A            | 34        | 7         | 5       | 3      | —       | —       | 8                   | 2                   | 0               | 0               | 47      | 12     |
| Juventus                   | Total         | Total              | 63        | 15        | 9       | 5      | —       | —       | 20                  | 7                   | 1               | 0               | 93      | 27     |
| Real Madrid                | 2016–17       | La Liga            | 26        | 15        | 5       | 2      | —       | —       | 9                   | 3                   | 3               | 0               | 43      | 20     |
| Chelsea                    | 2017–18       | Premier League     | 31        | 11        | 6       | 2      | 3       | 1       | 7                   | 1                   | 1               | 0               | 48      | 15     |
| Chelsea                    | 2018–19       | Premier League     | 16        | 5         | 1       | 2      | 2       | 0       | 4                   | 2                   | 1               | 0               | 24      | 9      |
| Chelsea                    | Total         | Total              | 47        | 16        | 7       | 4      | 5       | 1       | 11                  | 3                   | 2               | 0               | 72      | 24     |
| Atlético Madrid (împrumut) | 2018–19       | La Liga            | 15        | 6         | 0       | 0      | —       | —       | 2                   | 0                   | —               | —               | 17      | 6      |
| Atlético Madrid (împrumut) | 2019–20       | La Liga            | 34        | 12        | 0       | 0      | —       | —       | 8                   | 3                   | 2               | 1               | 44      | 16     |
| Atlético Madrid (împrumut) | Total         | Total              | 49        | 18        | 0       | 0      | —       | —       | 10                  | 3                   | 2               | 1               | 61      | 22     |
| Juventus (împrumut)        | 2020–21       | Serie A            | 32        | 11        | 3       | 2      | —       | —       | 8                   | 6                   | 1               | 1               | 44      | 20     |
| Juventus (împrumut)        | 2021–22       | Serie A            | 35        | 9         | 5       | 1      | —       | —       | 7                   | 2                   | 1               | 0               | 48      | 12     |
| Juventus (împrumut)        | Total         | Total              | 67        | 20        | 8       | 3      | —       | —       | 15                  | 8                   | 2               | 1               | 92      | 32     |
| Atlético Madrid            | 2022–23       | La Liga            | 36        | 13        | 4       | 2      | —       | —       | 5                   | 0                   | —               | —               | 45      | 15     |
| Atlético Madrid            | 2023–24       | La Liga            | 32        | 15        | 5       | 1      | —       | —       | 10                  | 5                   | 1               | 0               | 48      | 21     |
| Atlético Madrid            | Total         | Total              | 68        | 28        | 9       | 3      | —       | —       | 15                  | 5                   | 1               | 0               | 93      | 36     |
| AC Milan                   | 2024–25       | Serie A            | 0         | 0         | 0       | 0      | —       | —       | 0                   | 0                   | 0               | 0               | 0       | 0      |
| Total carieră              | Total carieră | Total carieră      | 434       | 162       | 47      | 17     | 5       | 1       | 86                  | 30                  | 17              | 6               | 589     | 217    |

1. ↑  Include Copa del Rey, Coppa Italia și FA Cup
2. 1 2  Apariții în play-off din Segunda División B
3. 1 2 3 4 5 6 7 8 9 10 11 12  Apariții în Liga Campionilor UEFA
4. 1 2 3  Apariție în Supercoppa Italiana
5. ↑  O apariție în Supercupa Europei UEFA, două apariții în Cupa Mondială a Cluburilor FIFA
6. 1 2  Apariție în FA Community Shield
7. ↑  Apariții în UEFA Europa League
8. 1 2  Apariții în Supercopa de España